# Dina Alma de Paradeda

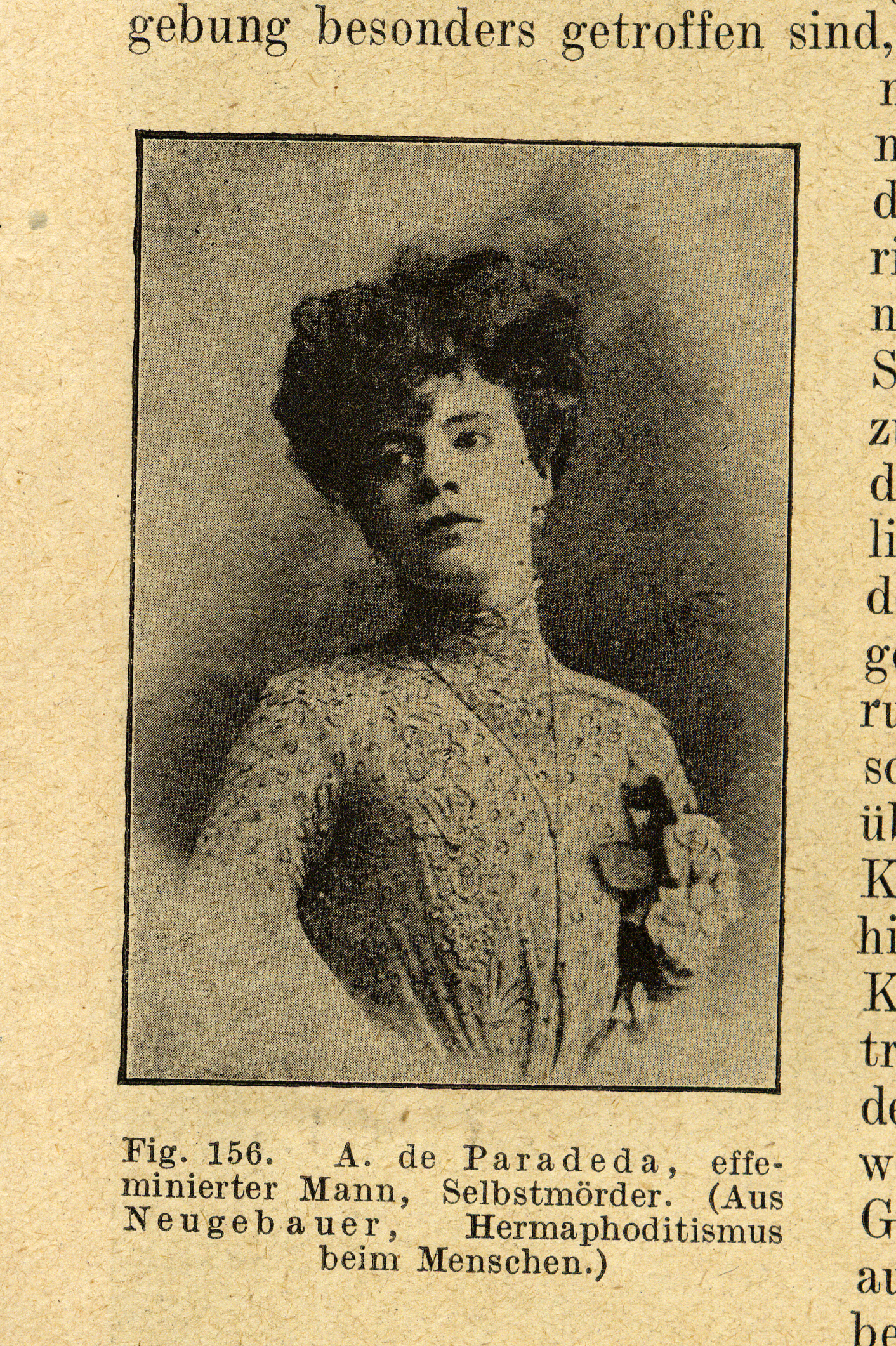
Fotografía de Paradeda, como ejemplo de "hermafroditismo" en un libro de 1908 sobre sexología.

Dina Alma de Paradeda, generalmente conocida simplemente como Alma de Paradeda (1871 - Breslavia, 8 de diciembre de 1906), fue una socialite brasileña, conocida por las circunstancias de su muerte (se envenenó frente a un médico, quien después de examinar el cuerpo reveló su condición masculina) y el posterior interés de la prensa en la historia; los numerosos testimonios la convirtieron en una de las primeras mujeres transgénero documentadas y conocidas por su nombre, ya sea de origen sudamericano o viviendo en Europa Central y del Este.

## Biografía
De Paradeda nació en 1871 como Alfred (o Alfredo) H., de una mujer brasileña y probablemente un cónsul español y conde de Río de Janeiro, y tenía al menos un hermano. Tras la muerte de su padre, su madre se volvió a casar, esta vez con un adinerado médico alemán que vivía en Brasil.

## Europa
Entre 1899 y 1900, De Paradeda ya era una figura destacada de los bailes uranistas de Berlín. Durante uno de ellos en 1903, se encontró con Magnus Hirschfeld, quien describió el encuentro varias veces en sus escritos posteriores. La mencionó llevando un vestido de noche de seda rojo parisino, con encajes por valor de más de 2000 francos. De Paradeda frecuentaba el local que visitaba Hirschfeld y despertaba el interés de los círculos sociales locales, por lo que Hirschfeld inició conversación con ella.
De Paradeda fue descrita como una mujer de muchos talentos, entre los que se encontraban tocar el piano, cocinar y hacer artesanías como decorar sombreros. También se suponía que era una buena conversadora que generaba interés con sus historias de Brasil o París, disipando cualquier duda o desconfianza inicial causada por su altura o voz grave. Muchas fuentes se refieren a su figura alta pero muy esbelta y su elegancia en moda y accesorios costosos.

## Circunstancias de su muerte
Poco después de conocer a Hirschfeld, de Paradeda viajó a París, donde era conocida como Condesa de Paradeda, y se rodeó de bienes materiales, sirvientes e invitó a personas a su refinado apartamento. En algún lugar de París conoció a un profesor de alemán "modesto" (como lo describe Hirschfeld) llamado Edgar Töpfer, que vino allí para estudiar francés. El 28 de octubre de 1906, de Paradeda dejó París y se mudó a Breslau como prometida de Töpfer, se reunió con sus amigos y familiares y alquiló un nuevo apartamento. Ella era amistosa con el propietario, quien le permitió volver a pintar el apartamento y remodelarlo, y la hija del propietario la llamaba "tía Didi".
A pesar de las visitas diarias de su prometido, De Paradeda estaba muy celosa de él y sus amigos, quienes desconfiaban de ella y la cuestionaban. Su investigación privada del pasado de De Paradeda encontró a su padrastro, recientemente regresado de Brasil a Alemania, y que tenía un hijastro llamado Alfred, pero no una hijastra llamada Alma. De Paradeda amenazó a Töpfer con la muerte si rompía el compromiso. Después de finalmente romper el compromiso, denunció a su ex prometida a la policía (una revelación afirma que la denuncia ocurrió solo después de que De Paradeda intentara irrumpir en su apartamento). Cuando el comisario de Policía Criminal llegó al apartamento de De Paradeda, la condesa permaneció tranquila y seria, sin darle al policía motivo para intervenir. Sin embargo, de Paradeda estaba tan angustiada por la intervención como para llamar a su médico de confianza (que estaba indispuesto y envió un asistente). De Paradeda rechazó la orden del asistente de desvestirse y someterse a un examen médico. Ante su insistencia, ella pidió un momento a solas y desapareció en otra habitación. Después de unos minutos regresó, se sentó frente al médico y, habiendo anunciado que ya estaba lista para ser examinada, de repente cayó al suelo y al cabo de un minuto estaba muriendo en violentas convulsiones. El comisionado que visitó el apartamento tuvo así un cadáver y un médico completamente confundido, que examinó el cuerpo revelando que era físicamente masculino.
La historia de la "novia masculina de Breslau" se publicó en periódicos de todo el mundo, incluido en el Indiana Tribüne en los Estados Unidos en idioma alemán y en el Poverty Bay Herald en Nueva Zelanda. Se escribieron dos libros inspirados en la historia de la condesa: Mein Zimmerherr de Marie Römer, que afirmaba ser la propietaria de la vivienda y contar la historia real, y el ficcionalizado, solo vagamente inspirado en los hechos reales Tagebuch einer männlichen Braut (Diario de una novia masculina). El libro de Röhmer se asemeja a artículos de periódicos en fragmentos, lo que hace que sus afirmaciones de ser la propietaria sean discutibles.